# 勞登 (新罕布什爾州)
勞登（英語：Loudon）是一個位於美國新罕布什爾州梅里馬克縣的鎮。

## 人口
根據2020年美國人口普查的數據，勞登的面積為121.00平方千米，當中陸地面積為119.55平方千米，而水域面積為1.45平方千米。當地共有人口5576人，而人口密度為每平方千米46人。